# Pietro Montani (musicista)

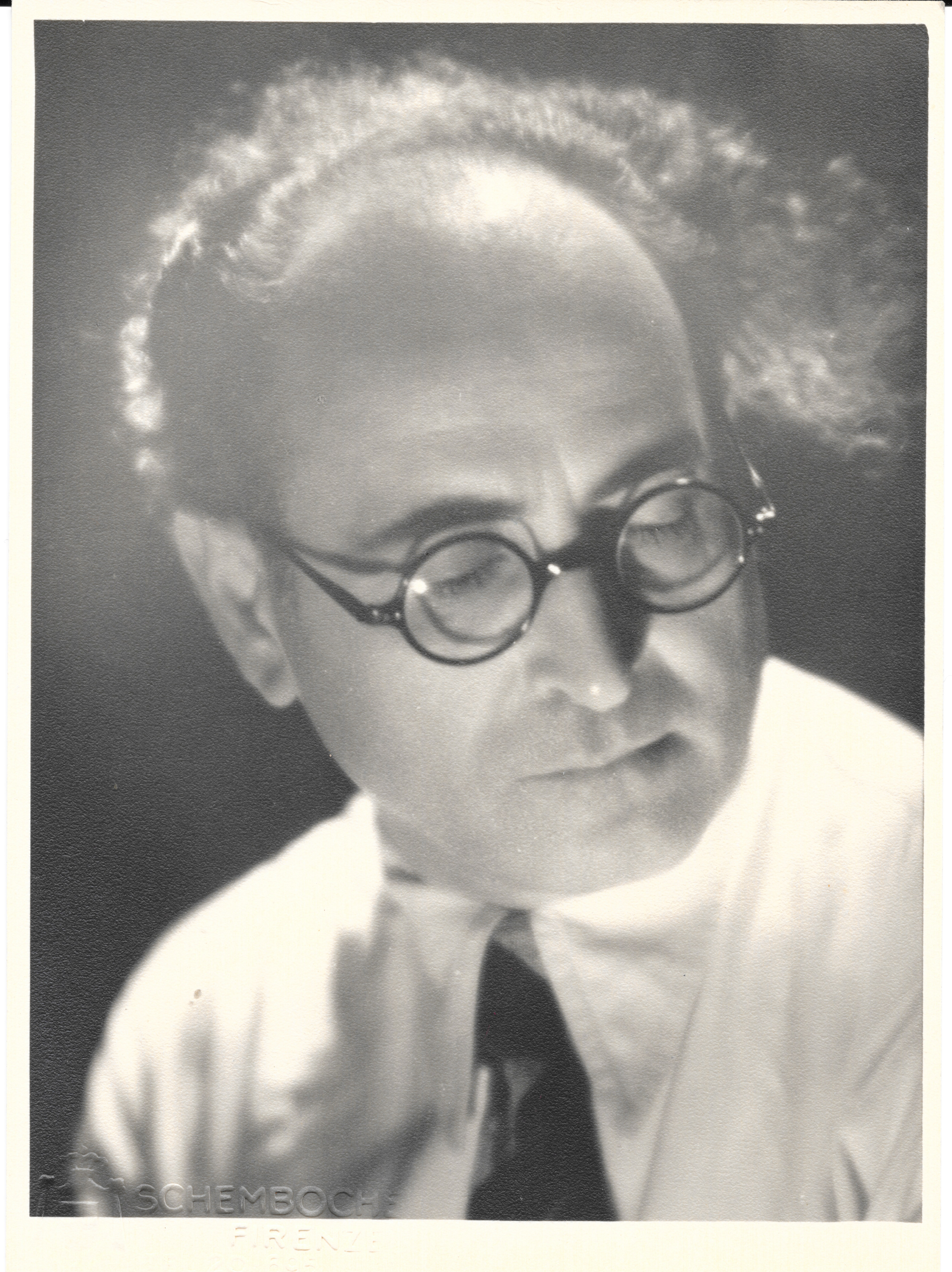
Pietro Montani musicista

Pietro Montani (Corno Giovine, 31 agosto 1895 – Milano, 9 giugno 1967) è stato un pianista e compositore italiano.

## Biografia
È stato concertista, compositore, professore di pianoforte al conservatorio di Firenze e di Milano; ha collaborato a lungo con l'editore Ricordi come revisore, curatore e trascrittore di opere pianistiche. Fu direttore del mensile "Ricordiana". Curò alcune rubriche radiofoniche per "Radio Firenze" e per la RAI e ha scritto un saggio di didattica pianistica "Viaggio intorno al pianoforte".
Ebbe i natali da una famiglia di musicisti: Angelo ed Emilia Raggi. Era il terzo di quattro fratelli che, per tradizione familiare, furono tutti indirizzati agli studi musicali. Iniziò lo studio della musica sotto la direzione del padre e del fratello maggiore Pasquale e si diplomò al Conservatorio Giuseppe Verdi a Milano (in quel periodo erano professori Vincenzo Appiani e Giuseppe Frugatta).  Diplomatosi giovanissimo, intraprese subito una brillante carriera concertistica, esibendosi nelle principali sale da concerto italiane ed estere. 
Dal 1920 al 1933, tenne la cattedra di pianoforte e direzione d'orchestra presso il Conservatorio L. Cherubini di Firenze. In questi anni frequentò Vito Frazzi, anch'egli insegnava al Conservatorio di Firenze (ex Regio Istituto Musicale), che gli dedicò la "Toccata per pianoforte" composta e pubblicata nel 1919. A Firenze era in contatto con una realtà culturale ricca di stimoli offertagli dalla  frequentazione di un gruppo di intellettuali composto da musicisti, pittori e letterati. Questo fu per Montani un periodo molto fecondo come compositore. 
La sua prima composizione risale al 1922: si tratta di un brano per pianoforte intitolato "Poemetto, Gaudia Ruris" (poemetto campestre) con il quale vinse il Premio Pesaro-Istituto Rossini, diretto da Amilcare Zanella. Un secondo premio il musicista lo ricevette nel 1924 con "Suite Umoresca", composizione per orchestra, premiata dall'Associazione Sinfonica Palermitana Concerti Sinfonici composta dai maestri Alfredo Casella, Bernardino Molinari, Ottorino Respighi e fu eseguita in questa città da un'orchestra diretta da Gino Marinuzzi;  compose nel 1930 "Studi Caratteristici", lavoro dedicato al pianoforte, con cui ricevette il Premio B. Cristofori di Firenze nel 1931. Un nuovo successo arrivò nel 1932: il Premio Antico Fattore per "Fantasia per Pianoforte". L'Antico Fattore era una vecchia osteria fiorentina frequentata, oltre al famoso Caffè Le Giubbe Rosse, dal gruppo di intellettuali fiorentini di cui faceva parte Montani. 
Dal 1932 al 1965 divenne docente, sempre per la cattedra di pianoforte, al Conservatorio G. Verdi di Milano, quando è direttore Ildebrando Pizzetti. Nel 1933 viene pubblicato, per le edizioni Ricordi, "Concertino in Mi" per pianoforte e orchestra d'archi e "24 preludi" per pianoforte del 1939. "Arca di Noè" pezzi per pianoforte, "E Lasciatemi divertire!" per coro su testo di Aldo Palazzeschi, "Elegia" per pianoforte e violoncello, sono opere che vengono spesso suonate nei teatri italiani. 
Durante la seconda guerra mondiale Montani si muove tra Milano e Firenze, dove vivono la moglie (Nora Socci pianista) con i due figli.  
Nel 1945 si stabilì a Milano dove fu assidua la collaborazione con la Casa Editrice Ricordi, per la quale il Montani pubblicò la parte più esigua del suo lavoro di compositore. Il compito affidatogli da Casa Editrice Ricordi consisteva nel contribuire a rinverdire, attraverso nuove riduzioni, trascrizioni, revisioni, il catalogo Ricordi delle composizioni per pianoforte.  
Inoltre è ampia l'opera didattica con l'intento di creare, per i giovani pianisti, una serie di lavori per la preparazione agli esami pianistici, come "Studio per l'esame del quinto anno". 
Dal 1945 al 1946 diresse la sezione musicale di Radio Firenze e per la RAI due trasmissioni radiofoniche nel 1959 ("Interpretazione pianistica" e "Piccola enciclopedia musicale"). Dal 1951 al 1957 è stato direttore della rivista musicale Ricordiana.  
Nel 1959  Montani scrisse un saggio edito da Ricordi dal titolo "Viaggio intorno al pianoforte" , dove approfondisce le sue idee in merito al problema dell'insegnamento (la copertina fu realizzata da un giovane Giulio Crepax). 
Dal 1965 fino alla fine della sua vita nel 1967, fu presidente dell'Accademia Filarmonica di Bologna. 
Sono decine le sue composizioni per orchestra, orchestra da camera e per pianoforte, e più di duecento le pubblicazioni tra trascrizioni, revisioni e riduzioni, oltre alla produzione didattica.
Il suo lavoro è ricordato da alcuni pianisti tra cui Guido Scano (Youtube "Espero" per pianoforte) che ha creato il Comitato Montani, con il Comune di Corno Giovine.